# BHA
O BHA é uma mistura de 2 isômeros, o 2 e o 3-terc-butil-4-hidroxianisol, sendo formado a partir do 4-metoxifenol e do isobutileno. Tem aparência cerosa e propriedades antioxidantes, da mesma forma que o BHT, "neutralizando" radicais livres.

## Referencias
- Why are BHA and BHT in foods? Are they safe?